# Gülağaç
Gülağaç là một huyện thuộc tỉnh Aksaray, Thổ Nhĩ Kỳ. Huyện có diện tích 286 km² và dân số thời điểm năm 2007 là 21906 người, mật độ 77 người/km².